# Večernja škola
Večernja škola je spontani humoristični show  Željka Pervana. U početku je emitiran na OTV-u, a kasnije je prešao na HRT. Prikazivala se tjedno. 2007. Večernja škola je prešla na Novu TV i počela se prikazivati uživo svakoga dana. Njeno novo ime bilo je Večernja škola – praksa.
U jesen 2007. Večernja se škola počela emitirati samo srijedom, pod nazivom "Večernja škola – EU".
Večernja škola je i dan danas veoma popularna na prostoru bivše Jugoslavije čemu svjedoče i brojne epizode "Večernje Škole" koje na "Youtube-u" imaju i preko 300.000 pregleda.
Originalnu postavu Večernje škole iz 1995. sačinjavali su Željko Pervan, Zlatan Zuhrić, Mladen Horvat, Đuro Utješanović i Ahmed Abdel Rahim.

## Uloge
- Željko Pervan kao profesor Maksimilijan Jure Kučina
- Ahmed Abdel Rahim kao Antimon "Ante" Čulo
- Mladen Horvat kao Denis Krokanić
- Đuro Utješanović kao Tetak Krokanić
- Zlatan Zuhrić-Zuhra kao Aljoša Kapulica
- Damir Folnegović kao Blaženko "Blaž" Sitz
- Miroslav Škoro kao Ferdo "Mićko" Smičiklas
- Maja Kovač kao Mojca Stojimirović
- Boris Šiber kao Marinko Mangacavallo

## Gostujuće uloge
- Arijana Čulina kao Sofija
- Zvonko Miladin kao Aljošin sin
- Emir Hadžihafizbegović kao Đinđil Mersed
- Danijela Martinović kao pjevačica
- Vanja Lisak kao Maestro za klavirom
- Ljubiša Samardžić
- Kemal Monteno
- Severina Vučković kao Narikača Cvija
- Denis Bašić kao Zaštićeni svjedok
- Aljona Kremjova kao Ekatarina Terjeskova
- Edi Štraus kao Bevc

## Sezone
- Večernja škola OTV (1995. – 1998.)
- Večernja škola Povratak upisanih (HRT) (2005. – 2006.)
- Večernja škola Praksa (Nova TV) (2007.)
- Večernja škola EU (Nova TV) (2007. – 2008.)

## Postave po sezonama
Večernja škola OTV:  
- Željko Pervan kao profesor Maksimilijan Jure Kučina
- Ahmed Abdel Rahim kao Antimon "Ante" Čulo
- Mladen Horvat kao Denis Krokanić
- Đuro Utješanović kao Tetak Krokanić
- Zlatan Zuhrić-Zuhra kao Aljoša Kapulica

Večernja škola Povratak upisanih:
- Željko Pervan kao profesor Maksimilijan Jure Kučina (sezona 1-3)
- Ahmed Abdel Rahim kao Antimon "Ante" Čulo (sezona 1-3)
- Mladen Horvat kao Denis Krokanić (sezona 1-3)
- Damir Folnegović kao Blaženko "Blaž" Sitz (sezona 1-3)
- Đuro Utješanović kao Tetak Krokanić (sezona 2-3)
- Zlatan Zuhrić-Zuhra kao Aljoša Kapulica (sezona 1-2)
- Miroslav Škoro kao Ferdo "Mićko" Smičiklas (sezona 2-3)

Večernja škola Praksa:
- Željko Pervan kao profesor Maksimilijan Jure Kučina
- Ahmed Abdel Rahim kao Antimon "Ante" Čulo
- Mladen Horvat kao Denis Krokanić
- Damir Folnegović kao Blaženko "Blaž" Sitz
- Đuro Utješanović kao Tetak Krokanić
- Miroslav Škoro kao Ferdo "Mićko" Smičiklas

Večernja škola EU:
- Željko Pervan kao profesor Maksimilijan Jure Kučina
- Ahmed Abdel Rahim kao Antimon "Ante" Čulo
- Mladen Horvat kao Denis Krokanić
- Đuro Utješanović kao Tetak Krokanić
- Damir Folnegović kao Blaženko "Blaž" Sitz
- Maja Kovač kao Mojca Stojimirović
- Boris Šiber kao Marinko Mangacavallo